# ألين اندروز
ألين اندروز (بالإنجليزية: Allen Andrews)‏ هو سياسي أمريكي، ولد في 5 فبراير 1967 بسانت جوزيف في الولايات المتحدة. حزبياً، نشط في الحزب الجمهوري. وقد انتخب عضو مجلس نواب ولاية ميسوري.